# Floridobolus
Floridobolus – rodzaj dwuparców z rzędu Spirobolida i rodziny Spirobolidae. Jedyny z monotypowego plemienia Floridobolini.
Dorosłe osobniki tych dwuparców osiągają od 52 do 92 mm długości ciała. Ich gnatochilarium cechuje bródka o wypukłym lub guzowatym wierzchołku. Epiprokt jest u wierzchołka zaokrąglony i nakrywa nieco wklęsłych paraproktów. Odnóża trzeciej i czwartej pary mają u samca płaty biodrowe. Na płatach bioder czwartej pary znajduje się krótki, stożkowaty wyrostek osadzony w niewielkiej jamce na doogonowej krawędzi płata. Przednią parę gonopodów samca cechują nieco wydłużone pośrodkowo endyty bioder oraz oddzielne od bioder tylko śladowymi liniami szwów telopodity o hakowatych, zaokrąglonych wierzchołkach. Gonopody tylnej pary mają długie apodemy biodrowe ciągnące się wzdłuż ciała aż po dziesiąty pleurotergit. Telopodity tylnych gonopodów mają pogrubione rozszerzenia powierzchni przedniej i doogonowej, wyposażone w silnie rozdowjone przedłużenie i krótkie, zaokrąglone do prawie rombowatych płaty wierzchołkowe. Na błonie pomiędzy przednimi a tylnymi gonopodami widoczna jest zesklerotyzowana pozostałość po sternicie tych ostatnich. U samicy charakterystyczny jest wydłużony przednio-środkowo zbiorniczek cyfopodalny. 
Wije endemiczne dla Florydy w Stanach Zjednoczonych. Zasiedlają zarośla na piaszczystym podłożu. Ich obszar występowania ma z północny na południe około 248 km długości.
Rodzaj ten opisany został w 1957 roku przez Nella Bevela Causeya. Należą tu 3 gatunki:
- Floridobolus floydi Shelley, Phillips et Bernard, 2014
- Floridobolus orini Shelley, 2014
- Floridobolus penneri Causey, 1957